# Laurein
Laurein (wł. Lauregno) – miejscowość i gmina we Włoszech, w regionie Trydent-Górna Adyga, w prowincji Bolzano.
Liczba mieszkańców gminy wynosiła 359 (dane z roku 2009). Język niemiecki jest językiem ojczystym dla 99,72%, a włoski dla 0,28% mieszkańców (2001).